# Arion de Méthymne
Pour les articles homonymes, voir Arion.

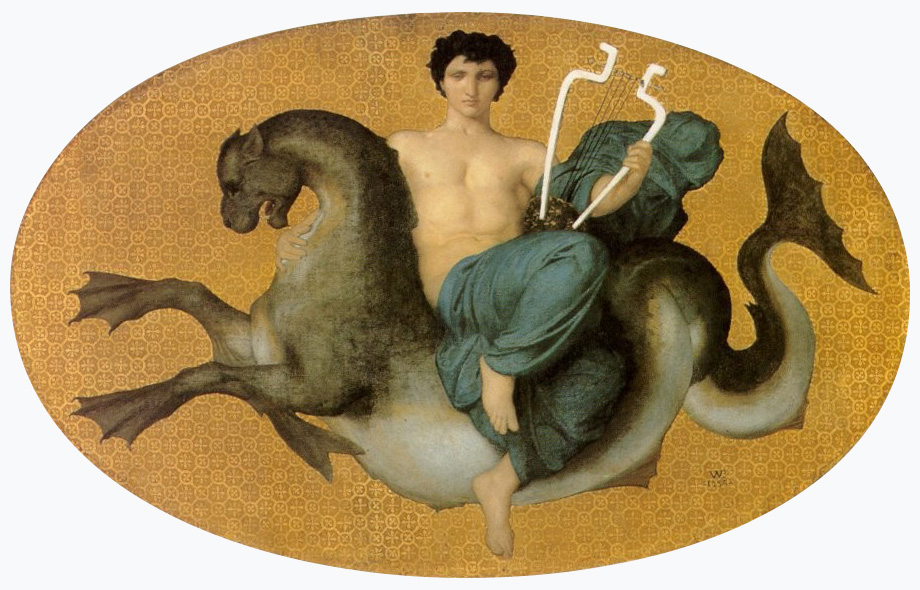
William Bouguereau, Arion montant un hippocampe, 1855, Cleveland Museum of Art (Inv. 1980.238)

Arion de Méthymne est un personnage mi-historique mi-légendaire, poète et musicien grec du VIIe siècle av. J.-C..

## Biographie
Né à Méthymne dans l'île de Lesbos, il vit longtemps à la cour de Périandre, tyran de Corinthe, avant de voyager en Sicile et en Italie. Hérodote raconte qu'il y amasse de grandes richesses et qu'à son retour, il s’embarque à Tarente sur un bateau en partance pour Corinthe ; les matelots décident de le tuer pour se partager ses biens. Avant d'être jeté à la mer, Arion obtient de pouvoir jouer de la cithare une dernière fois. Il attire par ses chants un dauphin et s'élance dans les flots : l'animal le secourt et le porte au cap Ténare, en Laconie. Cependant, lorsqu'il revient, sans son argent et qu'il va rendre visite à son ami Périandre, celui-ci, en entendant cette histoire de dauphin le croit fou et le fait enfermer. Mais les matelots arrivent au port, et Périandre va les interroger, leur demandant des nouvelles d'Arion. Ils le rassurent en disant qu'Arion vit riche et heureux de son art. Démasqués, ils sont châtiés et Arion retrouve la liberté.
Pour remercier les dieux, Arion offre alors une statue de bronze représentant un homme sur un dauphin, statue que Pausanias voit lors de sa visite du cap Ténare. Selon le grammairien romain Solin, la statue se trouve dans un temple consacré à Arion et comporte une inscription précisant que l'anecdote prend place lors de la 29e olympiade, l'année où Arion remporte les jeux siciliens. Le dauphin qui a sauvé le poète est rangé parmi les constellations : voir Dauphin (constellation).
On regarde Arion comme l'inventeur du dithyrambe. On a sous son nom un Hymne à Poséidon, conservé par Élien.
Il est mentionné dans une chanson grecque aux côtés du héros mythologique Amphion, réputé avoir bâti les remparts de Thèbes grâce au pouvoir de sa flûte : « tous deux chanteurs, tous deux personnages de légende ». La chanson a encore cours au IIe siècle apr. J.-C., au temps de l'apologiste chrétien Clément d'Alexandrie qui dénonce Arion, Amphion et Orphée comme les premiers à avoir conduit « l'humanité devant les idoles. »

## Étude antique
Un extrait d'Aulu-Gelle, dans ses Nuits attiques, explique qu’Arion est contemporain des premiers âges du monde, originaire de Méthymne, dans l'île de Lesbos. Périandre, tyran de Corinthe, admiratif, lui témoigna bienveillance et même affection. Arion a visité la Sicile et l'Italie, où il parcourut les villes, qui lui valurent notoriété et richesse. Arion revint à Corinthe, confiant ses richesses à l’équipage avec d’autant plus d’assurance que chaque homme était originaire de la ville. Mais les Corinthiens une fois en pleine mer voulurent se débarrasser de leur propriétaire. Arion s'en aperçut et offrit aux matelots de leur distribuer ses possessions en échange de la vie sauve. Les marins acceptèrent sur la seule condition qu'Arion se jette à la mer. Condamné à sauter à l’eau, Arion demanda à pouvoir se jeter à l’eau vêtu de ses habits les plus précieux, emportant sa lyre, afin de mourir en chantant son malheur. Curieux, les marins accèdent à sa demande, et le poète s’exécute depuis le haut de la poupe. Pendant qu'Arion lutte contre les vagues, un dauphin le sauve en l’élevant au-dessus des eaux, et le porte en nageant jusqu'au promontoire du cap Ténare, en Laconie, où le poète atteint le rivage sain et sauf. Regagnant Corinthe, Arion raconte son aventure au roi Périandre, mais celui-ci ne le croit pas et le jette en prison. Malgré tout, Périandre hésite. Il garde le retour d’Arion secret, fait venir les matelots dès leur débarquement, écoute leurs mensonges, puis laisse le poète paraître tel qu’il est, obligeant les matelots à avouer leur crime. L’histoire se répand dans Corinthe, jusqu'à Lesbos, où elle devient le sujet d'un groupe d'airain : on y voyait un dauphin nageant avec un homme sur le dos.

## Postérité
La légende d'Arion et du dauphin donne son titre à l'une des premières publications de musique pour vihuela : Los seys libros del Delphin de musica, de Luys de Narváez (Valladolid, 1638). Le frontispice de l'édition originale représente Arion sauvé des flots par le dauphin, et jouant de la vihuela de mano.

La productrice Ariane Ségal nomma dans les années 1960, sa société de production musicale du nom de ce poète musicien.

En 1708, le compositeur André Campra publie une cantate Arion pour dessus, flûte allemande et basse continue, dans son premier livre de cantates françoises. Enfin, Jean-Baptiste Matho, en 1714, composa une tragédie lyrique avec le livret de Louis Fuzelier, qui intègra des personnages inventés (Irène, Orphise, Eurilas), pour faire porter l'histoire d'Arion sur cinq actes. Le livret toutefois s'éloigne assez de l'histoire principale pour parler des amours de ce héros.